# Trebesing
Trebesing is een gemeente in de Oostenrijkse deelstaat Karinthië, en maakt deel uit van het district Spittal an der Drau.
Trebesing telt 1271 inwoners.
Trebesing is tussen 900 tot 1000 jaar na Christus gesticht door de graaf van Lurn en later door de aartsbisschop van Salzburg verkregen. Eerste vermelding Trebesing in 1206 als Trebozingen en 1307 als Trebezing. In 1478 werd Trebesing geplunderd en in brand gezet door de Turken.
Bad Kleinkirchheim · Baldramsdorf · Berg im Drautal · Dellach im Drautal · Flattach · Gmünd in Kärnten · Greifenburg · Großkirchheim · Heiligenblut am Großglockner · Irschen · Kleblach-Lind · Krems in Kärnten · Lendorf im Drautal · Lurnfeld · Mallnitz · Malta in Kärnten · Millstatt am See · Mörtschach · Mühldorf · Oberdrauburg · Obervellach · Radenthein · Rangersdorf · Reißeck · Rennweg am Katschberg · Sachsenburg · Seeboden am Millstätter See · Spittal an der Drau (stad) · Stall · Steinfeld · Trebesing · Weissensee · Winklern